# Негері-Сембілан

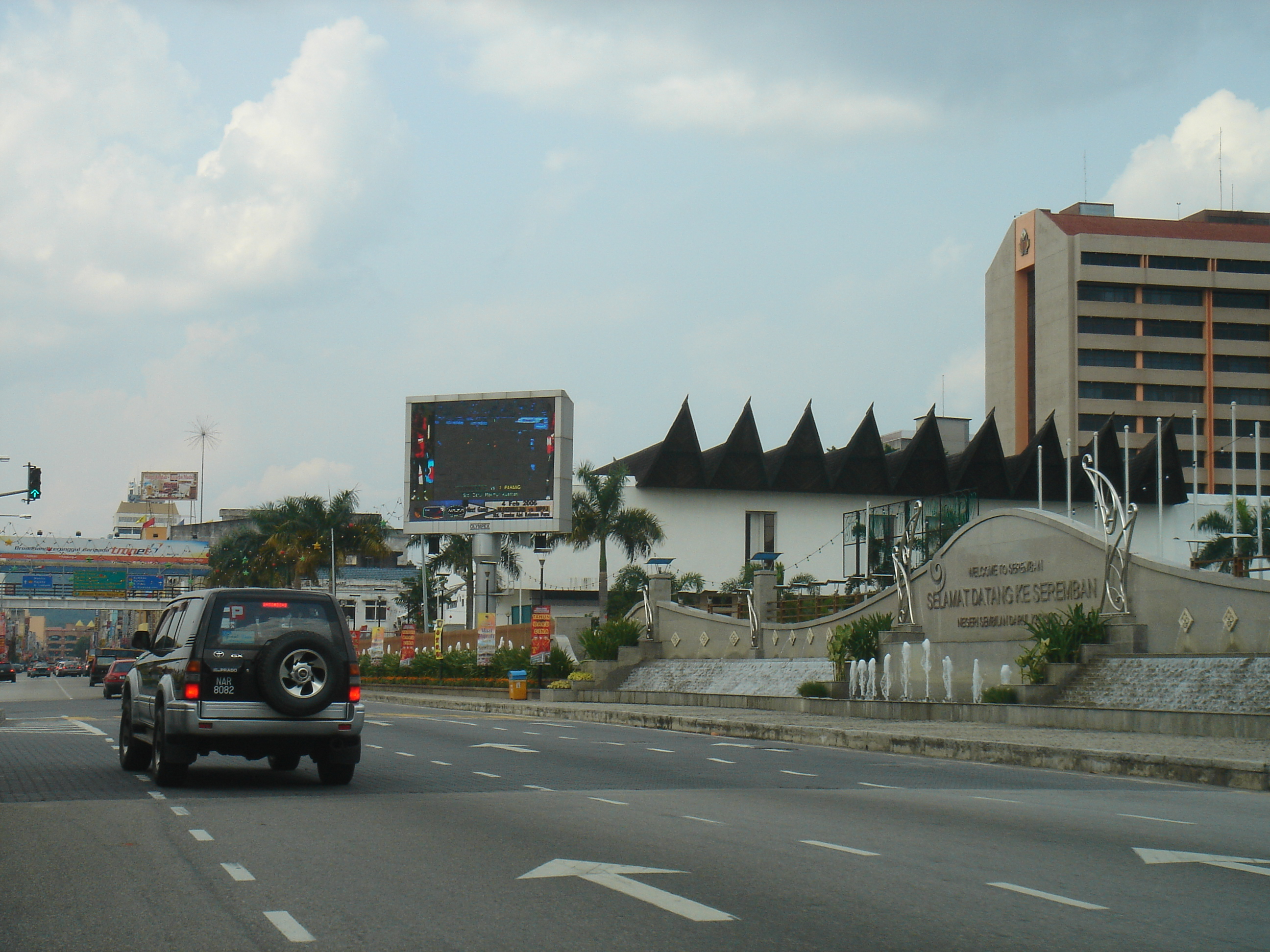
Серембан — столиця штату

Не́гері-Сембела́н (Negri Sembilan, джаві: نڬري سمبيلن) — штат Малайзії на західному березі Малайського півострова. Назва означає досл. «Дев'ять князівств». Негері Сембілан, кордон якого знаходиться за 50 км на південь від Куала-Лумпур. Почасти ця територія зайнята сільськогосподарськими угіддями.

## Історія

### Утворення конфедерації Негарі-Сембілан
З XV століття в районі, який знаходиться не далеко від Малакке, почали селитися мінангкабау з Суматри, що надалі утворили декілька невеликих мусульманських князівств, які перебували під верховною владою султана Джохору. У 1773 р. унданги (правителі) князівств Рембау, Сунгей-Уджонг, Джохол і Джелебу об'єдналися в конфедерацію та обрали ям-туаном (верховним правителем) Раджу Мелавара, який походив з правлячої династії Мінангкабау на Суматрі. Мелавар влаштувався в Сріменанті та зумів залучити до союзу інші мінангкабауські князівства — Улу-Муар, Терачі, Гунонг-Пасір і Джемпол. Конфедерація отримала назву Негері-Сембілан. В 1795 р. вона розірвала усі формальні стосунки з Джохором.
Мирне співіснування мінангкабаських держав продовжувалося не більше трьох десятиліть. На початку XIX століття в Негері-Сембілані разгорілася боротьба між Рембау, Сунгей-Уджонгом і Сріменанті. Надалі повстання відбувалися після смерті кожного наступного верховного правителя. Так, в 1824 р., після смерті Раджі Ленгганга, ям-туаном було проголошено принца з Мінангкабау Раджу Керджана, але через протидію конкурентів він уже в 1826 р. залишив престол. З новою силою війна розгорілася в 1869 р., коли помер Раджа Улін. Було декілька претендентів на владу, але усіх відтіснив племінник попереднього ям-туана Тенку Антах. Його права були досить сумнівними, і він ніколи не був визнаний усіма ундангами.

### Британська колонізація
Внутрішніми негараздами серед мінангкабау скористалися англійці. В 1874 р. вони вторглися в Сунгей-Уджонг. Спочатку нападники зазнали поразок, але потім, коли з Малакки підійшло підкріплення, погано озброєні малайські війська були розбиті. В жовтні 1874 р. в Сунгей-Уджонг прибув англійський офіцер у ранзі помічника резидента, який постійно провокував зіткнення між місцевими правителями і іншими ундангами. В листопаді 1875 р. проти англійців виступив сам Тенку Антах. Війна була кровопролитною, і 4 грудня англійці зазнали серйозної поразки поблизу Пароі. Але досить швидко, перекинувши додаткові резерви, вони перейшли в наступ і захопили Пароі. Тенку Антах втік з Негері-Сембілана, переможці захопили його володіння Сріменанті та організували гарнізони в усіх важливих пунктах. В листопаді 1876 р. ян-туан був вимушений заключити з англійцями угоду, відповідно до якої князівства, які входили до складу Негері-Сембілане, залишалися самостійними. Поступово усі вони були підкорені. В 1876—1877 рр. унданги крупних володінь — Сріменанті, Рембау і Джелебу — підписали угоду, відповідно до якої англійські торговці мали доступ на ці території. Через десять років князівство залучили на свої території англійських резидентів і відмовилися від проведення самостійної зовнішньої політики.
Тенку Антах помер в 1887 р. Ям-туаном став його син Мухаммад, якого уже не обирали унданги, а просто призначений англійським резидентом. В 1889 р. за вказівкою губернатора Стрейтс Сетлменте правителі ряду мінангкабауських територій знову об'єдналися в єдину державу. В 1895 р. в неї увійшов також Сунгей-Уджонг. В липні 1896 р. Негері-Сембілан став членом створеної англійцями федерації малайських князівств.

### Сучасний період
Син Мухаммада Абд ал-Рахман вступив на престол в 1933 р. За його правління, в січні 1942 р. Негері-Сембілан був захоплений японцями. В 1945 р. англійці відновили свій контроль над Малайзією. Через десять років воли повинні були надати малайцям незалежність. В 1957 р. султанати півострова Малакка утворили незалежну державу — Малайську федерацію. З серпня 1957 р. і до смерті, в квітні 1960 р., її першим Верховним правителем був Абд ал-Рахман. За правління його сина Мунавіра, у зв'язку з вступом нових членів, Малайя в 1963 р. була перетворена на Федерацію Малайзію. З квітня 1994 р. по квітень 1999 р. її Верховним правителем був брат Мунавіра Джафар.

## Економіка
В основному територія Негері-Сембілану занята сільськогосподарськими угіддями. Основа господарства — вирощування каучуконосів, які займають майже всю придатну для обробки площу на прибережних низинах, а також кокосової і оливкової пальми; невеликі рисові угіддя. Організовано також первинна обробка сільськогосподарської продукції, видобуток олов'яної руди. На сучасному етапі розвитку з'явилися нові індустріальні райони.

## Культурні особливості та визначні місця
Негері Сембілан до цього часу знаходиться пів впливом культури мінангкабау. Характерною особливістю їх архітекткри є гостроверхі дахи будинків, які нагадують роги буйвола. Від мінангкабау, які принесли з собою «адат», традиційні закони, також пішли і інші сучасні традиції Негрі Сембілан, а саме, родинна система з успадкуванням по материнській лінії. Сліди цієї системи помітні і в наш час, особливо в весільних обрядах, праві власності і танцях.
Комплекс на вулиці Джалан Лабу, який виконано в традиційному стилі мінангкабу. В музеї виставлені різноманітні експонати народного мистецтва.
Палац Срі Менанті (кінець XIX — начало XX століття) є зразком традиційної архітектури і декору мінангкабау. Палац було збудовано в 1908 за 6 років двома місцевими майстрами, без жодного цвяха. До 1931 року був офіційною резиденцією королівської родини. В 1992 році перетворився на туристичний центр, коли в ньому було відкрито королівський музей.
[[Файл: |thumb|left|300px|Серембан — Палац Срі Менанті.]]
Парк Улу Бендул знаходиться за 16 км від Сембану на дорозі Куала Пілах — Срі Менанті біля підніжжя Букіт Ангсі. Заповедник — один з 6, існуючих в штаті, прекрасне місце для любителів екотуризму. По парку протікає річка, яка приємно освіжає повітря. Серед дивовижних дерев прокладено пішохідні маршрути.
Порт Діксон — популярне місце відпочинку жителів Куала-Лумпуру і Малакки. знаходиться за 32 км від Серембана, Порт Діксон має один з найкращих пляжів для розваг в Малайзії.